# Freiherren von Sagogn

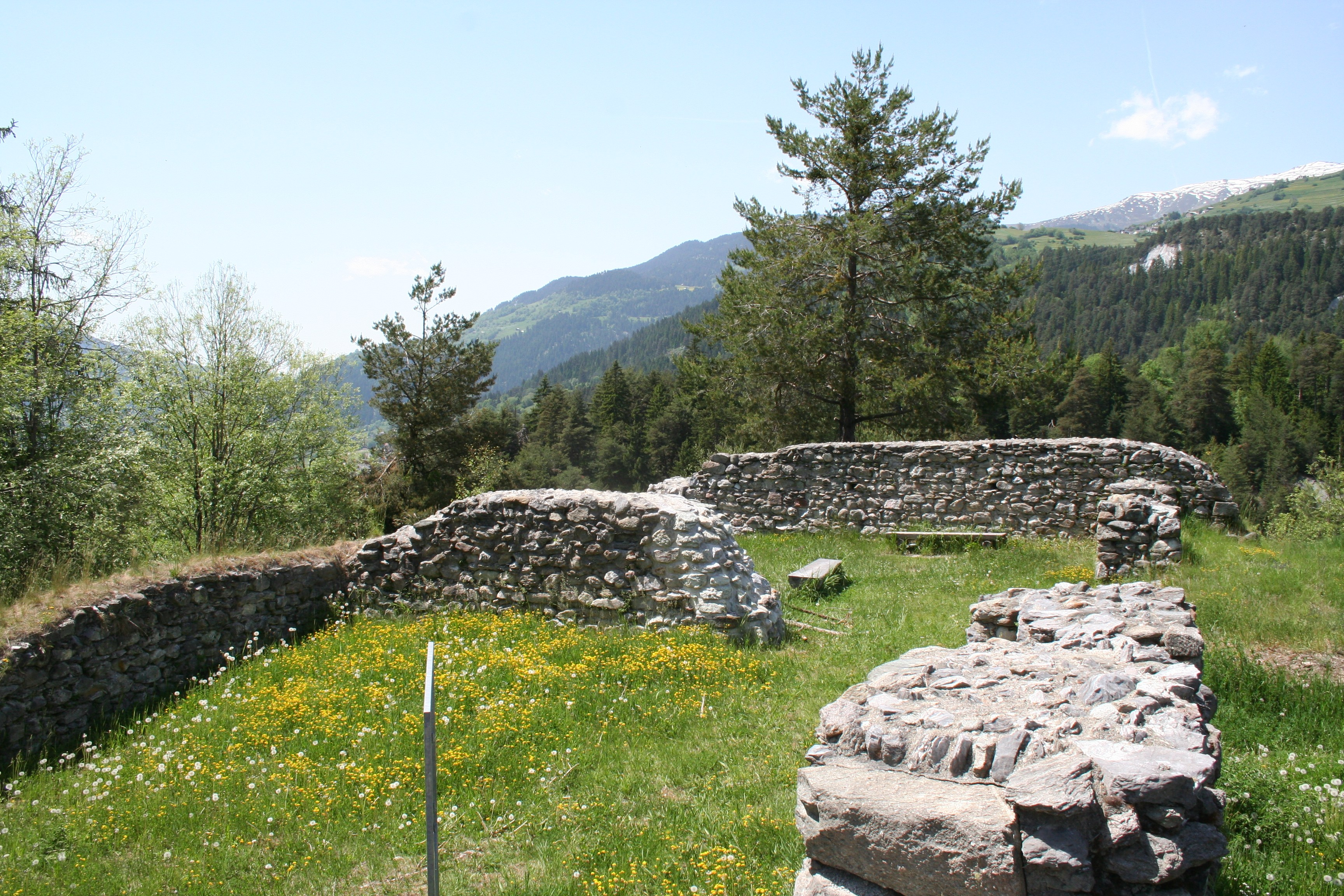
Ruine der Burg Schiedberg bei Sagogn

Die Freiherren von Sagogn oder von Sagens waren im 12. und frühen 13. Jahrhundert ein edelfreies Adelsgeschlecht in der Surselva im schweizerischen Kanton Graubünden. Ihr Stammsitz war die Burg Schiedberg bei Sagogn.
Das Haus von Sagogn ist nach 1200 vor allem durch die Freiherren von Wildenberg und Greifenstein bekannt.

## Geschichte
In den Gamertinger Urkunden, in denen die Brüder Ulrich und Konrad von Gammertingen ihren gesamten Besitz im Oberengadin dem Bischof von Chur übertragen, wird 1237/39 Chuno de Sagannio als Zeuge aufgeführt. 1149 und 1160 werden erstmals die Nobiles von Sagogn genannt. Weitere Mitglieder der Familie tauchen bis 1251 in den Urkunden auf.
1126 gründete Hemma von Sagogn-Wolfertschwenden zusammen mit ihrem Sohn Cuno von Wildenberg das Kloster Rot bei Biberach. Von 1126 bis 1302 wird es wiederholt mit Stiftungen bedacht. Als Stifter genannt werden je ein Chuno, Friedrich, Rudolf, Heinrich von Sagogn/Schiedberg sowie Heinrich I. und II: von Sagogn/Wildenberg Henrici duo fundatores de Wildenberch. Die Unterstützung des Klosters über Jahrhunderte ist mit der ursprünglichen Herkunft der Sagogner aus Schwaben erklärbar. Die Stammlinie der Sagogner wurde lange durch deren bedeutendsten Vertreter Reinger von Sagogn repräsentiert. Er tritt 1204 erstmals auf und verstarb 1252.
In der ersten Hälfte des 13. Jahrhunderts spaltete sich die Linie der Freiherren von Greifenstein ab, die sich später als Freiherren von Wildenberg bezeichneten. Nach 1250 trennte sich zudem die ursprüngliche Linie von Sagogn auf in verschiedene Nebenlinien: einerseits nach Grüneck bei Ilanz und zu denen von Friberg. Mit Rainer von Friberg starb das Gesamthaus der Herren von Sagogn um 1330 aus. Nach dem Aussterben des Hauses Sagogn-Wildenberg gelangte die Burg Schiedberg 1320 durch eine Erbschaft an die Grafen von Werdenberg-Heiligenberg.

## Wappen

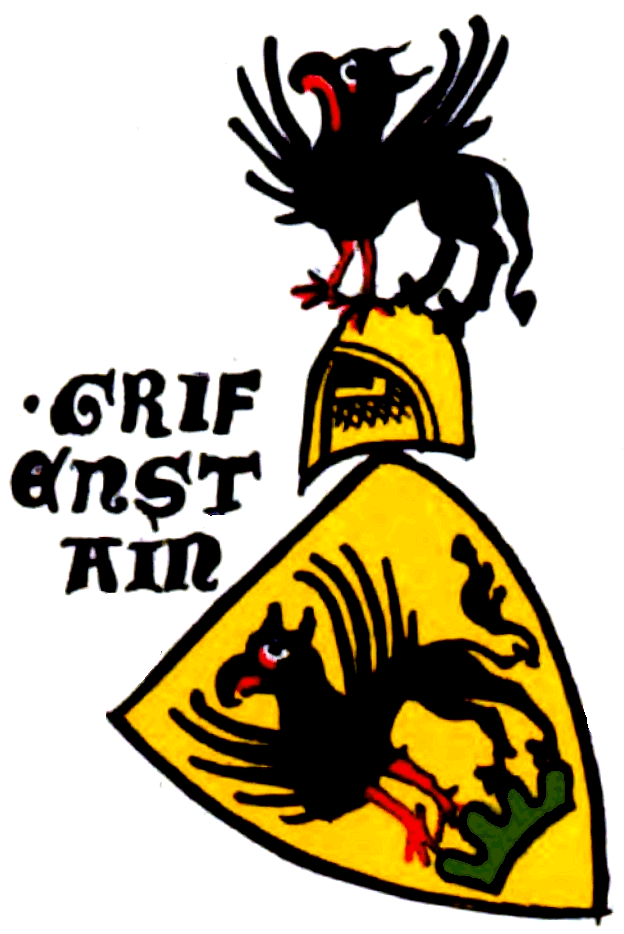
Wappen der Greifensteiner in der Zürcher Wappenrolle (ca. 1340)
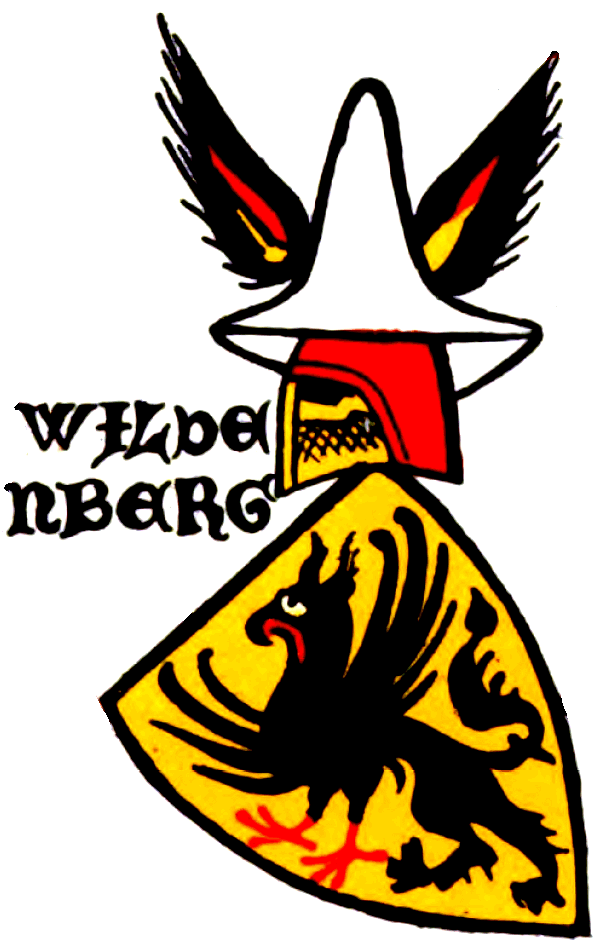
Wappen der Wildenberger in der Zürcher Wappenrolle (ca. 1340)